# Thurston Moore
Thurston Joseph Moore (født 25. juli, 1958) er sanger, sangskriver og guitarist i det amerikanske støjrockband Sonic Youth, Chelsea Light Moving og kendt for at anvende et stort udvalg af (Fender)guitarer under deres shows. Udover at være en del af Sonic Youth, har han blandt andet grundlagt pladeselskabet; Ecstatic Peace!. Thurston giftede sig i 1984 med bassisten/sangerinden i Sonic Youth; Kim Gordon. Sammen har de en datter ved navn Coco Hayley Gordon Moore (født 1. juli 1994). De bor i øjeblikket i Northampton i Massachusetts, USA.
Thurston Moore blev i 2015 udnævnt til adjungeret professor på Rytmisk Musikkonservatorium (RMC) i København, hvor han med jævne mellemrum afholder workshops og masterclasses.

## Album
Solo
- Psychic Hearts (1995, Geffen Records)
- Trees Outside the Academy (2007, Ecstatic Peace)
- Demolished Thoughts (2011, Matador Records) (UK chart peak: #119)[3]

- Root - Remix Project (1998, Lo Recordings)
- Solo Acoustic Volume Five - VDSQ (Vin Du Select Qualitite) acoustic guitar series (2011)

Limited Edition Noise, experimentell, drone
- 2006 - Flipped Out Bride 12'' (2006, Blossoming Noise)
- 2006 - Free / Love EP (2006, Blossoming Noise)
- 2007 - Black Weeds - White Death (2007, Meudiademorte)
- 2008 - Sensitive / Lethal
- 2008 - Blindfold (Destructive Industries)
- 2008 - Built For Lovin (Lost Treasures of the Underworld)
- 2010 - Suicide Notes For Acoustic Guitar EP
- 2010 - Schwarze Polizei (with Kommissar Hjuler, Goaty Tapes)
- 2012 - Fundamental Sunshine [Thurston Moore / John Moloney], Cassette

Collaboration
- 1990 - Barefoot In The Head [& Jim Sauter & Don Dietrich, liner notes by Thomas Pynchon]
- 1993 - Shamballa [With William Hooker & Elliott Sharp]
- 1995 - Klangfarbenmelodie & the Colorist Strikes Primitive [& Tom Surgal
- 1996 - Pillow Wand (& Nels Cline)
- 1996 - Piece For Yvonne Rainer [with Yoshimi & Mark Ibold]
- 1997 - MMMR [with Loren Mazzacane Connors, Jean-Marc Montera & Lee Ranaldo (Numero Zero Audio)
- 1998 - Foot (with Don Fleming & Jim Dunbar)
- 1999 - The Promise [& Evan Parker & Walter Prati]
- 2000 - New York - Ystad [Thurston Moore, Lee Ranaldo, Steve Shelley, Mats Gustafsson]
- 2000 - TM/MF [Thurston Moore, Marco Fusinato]
- 2001 - Three Incredible Ideas [Thurston Moore / Walter Prati / Giancarlo Schiaffini]
- 2012 - Yokokimthurston Yoko Ono / Thurston Moore / Kim Gordon

Free Improvisation Albums
- 2007 - The Roadhouse Session Vol.1 [Thurston Moore / Chris Corsano / Paul Flaherty / Wally Shoup 4tet]
- 2008 - Untitled [Paul Flaherty / Thurston Moore / Bill Nace]
- 2011 - Les Anges Du Péché [Jean-Marc Montera / Thurston Moore / Lee Ranaldo]

Live
- 1996 - Piece for Jetsun Dolma [live Tom Surgal & William Winant (Les Disques VICTO)]

Chelsea Light Moving
- 2013 - Chelsea Light Moving

Diskaholics Anonymous Trio [[[Jim O'Rourke]], Mats Gustafsson, Thurston Moore]
- 2001 - Diskaholics Anonymous Trio
- 2006 - Weapons Of Ass Destruction (Recorded in 2002)

Original Silence
- 2007 - The First Original Silence (Live Teatro Ariosto, Reggio Emilia, Italy)
- 2008 - The Second Original Silence (Live Brancaleone, Rome)

Glenn Branca
- 1981 - Symphony No. 1 "Tonal Plexus" (w/Glenn Branca, Lee Ranaldo, Anne DeMarinis & others)
- 1982 - Symphony No. 2 "The Peak Of The Sacred"
- 1983 - Symphony No. 3 "Gloria" - Music for the first 127 intervals of the harmonic series

Coachmen
- 1979 - Failure to Thrive

Singles
- "Sputnik" 7" (1997) Thurston Moore og Don Fleming side 1, Pete Kember aka Sonic Boom side 2.
- "Wonderful Witches" single (2007)
- 1995 - The Church Should Be For The Outcasts, Not A Church That Casts People Out (7") [As Male Slut]

Split LPs
- From The Earth To The Spheres (2004, med My Cat Is An Alien)
- Thrash Sabbatical (2008, Deathbomb Arc, four-way split 12" + 2x7" w/ Men Who Can't Love, Barrabarracuda, Kevin Shields)
- Mature, Lonely + Out of Control/Alternative Hair Styles (2008, Nihilist Records, split LP med Graham Moore)

## Eksterne lenker
- wwwsonicyouth.com/thurston
- Ecstatic Peace!